# Housing Development Finance Corporation
Housing Development Finance Corporation est une entreprise indienne qui fait partie de l'indice boursier BSE Sensex.